# Miguel Paternain
Miguel Paternain C.Ss.R. (Minas, 16 de noviembre de 1894-21 de octubre de 1970), fue un sacerdote redentorista y obispo de la Iglesia católica en Uruguay.
Fue sucesivamente obispo de Melo, (1929-1931), Florida-Melo (1931-1955) y Florida (1955-1960). Fue el primer religioso uruguayo que recibió el episcopado y el uruguayo más joven en el momento de ser nombrado obispo (34 años).
Ingresó en el Seminario a la edad de doce años. Finalizados sus estudios de filosofía pidió su admisión a la Congregación del Santísimo Redentor (Redentoristas). Sus últimos estudios los realizó en Astorga, España, donde fue ordenado sacerdote el 19 de febrero de 1921.
En diciembre de ese año regresó a su país y se dedicó a la obra de las misiones rurales. Recorrió la campaña de Uruguay y también fue misionero en Argentina y Bolivia.
Al momento de ser nombrado obispo de Melo no le era desconocida la diócesis, ya que había realizado misiones en varias parroquias y pueblos de la misma en tiempos de José Marcos Semería y de su inmediato predecesor José Joaquín Arrospide. 
Fue ordenado Obispo en Montevideo el 21 de julio de 1929, en la Parroquia Nuestra Señora del Perpetuo Socorro y San Alfonso por Filippo Cortesi, Nuncio Apostólico en Argentina, quien fue secundado por Juan Francisco Aragone y Tomás Gregorio Camacho como coordinantes.
La provisión de parroquias vacantes y creación de otras necesarias se presentaba como el problema más urgente ya que había sólo 18 sacerdotes, distribuidos en 15 parroquias, algunas de ellas sin párroco estable, para los seis departamentos que comprendía la Diócesis.
El nuevo obispo desplegó sus esfuerzos, intensificando las misiones parroquiales y rurales, promoviendo las vocaciones sacerdotales, y recurriendo a la ayuda de las Congregaciones Religiosas para suplir la falta de sacerdotes diocesanos.
En los tres años que estuvo en Melo no tuvo tiempo material para desarrollar toda su potencialidad administrativa y ejecutiva. 
Residió tres años en Melo y en 1931 pidió el traslado de la sede a Florida. La diócesis pasó a llamarse Diócesis de Florida-Melo.
En la nueva sede, con más tiempo y en mejores condiciones quizá, empezaron a salir a luz sus principales realizaciones.
Preocupado por las vocaciones sacerdotales, fundó el Seminario Menor de Florida, que permaneció en funciones hasta hace pocos años.
A partir de enero de 1934, comenzó a publicarse la revista Vida Diocesana, órgano oficial de la diócesis. y caja de resonancia de las inquietudes apostólicas.
En 1931 se predicó en Melo una Misión general para toda la ciudad; y otra en Florida en 1935, reiterada en 1945. Todos los años se realizaban misiones en las diversas parroquias, con la presencia y participación del Obispo.
En noviembre de 1936 se celebró la primera Semana de Acción Católica para el clero y los fieles. Hubo además otras Semanas de Acción Católica: en Melo, con el anuncio del Congreso Eucarístico Diocesano, en julio de 1942; en setiembre del mismo año, en Florida; y en agosto de 1943, en Tacuarembó. Al mismo tiempo se iba implantando la organización de la Acción Católica en todas las parroquias.
En 1944 se celebró en Melo el primer Congreso Eucarístico Diocesano, precedido de un año de preparación, realizándose Congresos Parroquiales en toda la Diócesis.
Durante todos los años de su episcopado, promovió las peregrinaciones anuales a la Virgen de los Treinta y Tres, patrona del Uruguay. A fines de 1945, realizó una recorrida con la histórica Imagen por todas las parroquias de la Diócesis, renovando las manifestaciones del fervor religioso vivido el año anterior en las jornadas del Congreso Eucarístico de Melo.
Erigió numerosas parroquias, entre ellas Santa Clara de Olimar (1932); Nuestra Señora del Carmen, Melo y Santísimo Redentor en Fraile Muerto (1933); Santísimo Sacramento en Vergara (1938); San Juan Bosco en Minas de Corrales y María Auxiliadora en Vichadero, ambas en 1942 y Sagrado Corazón de Jesús en Cerro Chato en (1949) y proveyó la parroquia San Juan Bautista en Río Branco (1933) que no contaba con sacerdote residente.
En 1955 es refundada la Diócesis de Melo, de modo que cambia de nombre la diócesis de Paternain, pasando a ser Diócesis de Florida, con los departamentos de Florida, Durazno, Tacuarembó y Rivera.
El 27 de febrero de 1960, Paternain renunció, recibiendo el título de Obispo de Mades y permaneciendo como administrador apostólico hasta la llegada de su sucesor. El 21 de setiembre de ese año la Santa Sede le dio un reconocimiento, nombrándolo Arzobispo titular de Achrida.
Participó en las cuatro sesiones del Concilio Ecuménico Vaticano II.
Falleció el 21 de octubre de 1970.
| Predecesor: José Joaquín Arrospide | Obispo de Melo Obispo de Florida-Melo Obispo de Florida 1929 – 1960 | Sucesor: Humberto Tonna |